# Carmen (voornaam)
Carmen is een meisjesnaam. 
Van oorsprong is het een Spaanse naam. De naam verwijst naar "Onze vrouwe van de Karmel" (Nuestra Señora del Carmen), een titel voor Maria. De berg Karmel ligt tussen Galilea en Samaria.

## Bekende naamdraagsters
- Carmen Electra, Amerikaanse actrice
- Carmen Miranda, Braziliaanse zangeres
- Carmen Silvera, Engelse actrice

## Fictieve naamdraagsters
- Carmen, hoofdpersoon uit de opera  Carmen
- Carmen Waterslaeghers, een personage uit  F.C. De Kampioenen
- Carmen, een personage uit het boek Komt een vrouw bij de dokter en de gelijknamige film
- Carmen van Walraven, het hoofdpersonage in Penoza